# Parawintrebertia polychroma
Parawintrebertia polychroma är en insektsart som beskrevs av Marius Descamps 1971. Parawintrebertia polychroma ingår i släktet Parawintrebertia och familjen Euschmidtiidae. Inga underarter finns listade i Catalogue of Life.